# Robert-Daniel Etchécopar
Pour les articles homonymes, voir Etchécopar.
Robert-Daniel Etchecopar, né le 4 septembre 1905 à Quimperlé et mort le 14 janvier 1990 à Versailles, fut un ornithologue et explorateur français. S’intéressant à l’histoire naturelle, en particulier à l’ornithologie et à l’oologie qui l’ont passionné depuis son adolescence, il en fut leur ardent défenseur.

## Du droit aux oiseaux
Robert-Daniel Etchecopar est docteur en Droit en 1933 et devient avocat. Après quelques années au barreau, il abandonne le droit des affaires pour devenir l'avocat de la nature. 
En 1939, il est Officier de liaison auprès de l’État-major de la 12e division britannique dans des conditions particulièrement périlleuses. Après sa démobilisation, il est attaché à la chaire de Zoologie au Muséum national d'histoire naturelle de Paris (MNHN). À la fin de la guerre, il devient le Secrétaire Général de la Société Ornithologique de France, fonction qu’il anima pendant 40 ans. Il participe de 1946 à 1948 en Suisse, à Bâle et à Brunnen, à des réunions préparatoires à la création de l’UICN avec le Dr Luc Hoffmann, Sir Julian Huxley et Sir Peter Markham Scott et plus tard à celle du WWF (World Wildlife Fund). 

## À la tête du centre de recherche sur les migrations des mammifères et des oiseaux
En 1954, nommé par les professeurs Jacques Berlioz et Edouard Bourdelle, il devient le directeur du CRMMO (Centre de recherches sur les migrations des mammifères et des oiseaux) dont le principal outil de recherche est le baguage qui permet de connaître les trajectoires migratoires, de recueillir des données sur les oiseaux et de contribuer à la protection des espèces et de la nature. Depuis le CRMMO se mua en CRBPO (Centre de recherches sur la biologie des populations d'oiseaux), et actuellement pose plus de 400 000 bagues par an. 
Le bilan de ses travaux est publié chaque année dans le bulletin du CRMMO. Il a transmis sa passion en tant qu'explorateur à de jeunes chercheurs qu’il a lui-même choisis, et en peu d’années, ce centre réussit à acquérir une envergure internationale et les résultats de ses recherches sont universellement reconnus. 
Il est membre du Comité International d’Ornithologie, mais aussi du British Ornithological Union, de la Deutsch Ornitologische Gesselschaft et membre d’honneur de l’American Ornithological Union.
II participe jusqu’à la fin de sa vie à tous les congrès ornithologiques internationaux en tant que membre permanent de Comité Exécutif.

## Les expéditions scientifiques
Sa passion pour les oiseaux migrateurs et ceux des zones désertes lui fait parcourir plusieurs fois la planète d’Ouest en Est puis du Nord au Sud. Il organise des expéditions dans de nombreux pays, en générant une intense activité scientifique sur le terrain, activité dont les données serviront de base aux futures publications.
Pendant une dizaine d’années, il arpente l’Afrique du Nord, des Canaries au Sinaï, pour identifier les oiseaux des zones désertiques. Du Maroc à l’Afrique du Sud il étudie les « autoroutes du ciel» des oiseaux migrateurs.
En 1957, il fait un voyage ornithologique pour le premier congrès Pan Africain en Rhodésie avec le Professeur Jean Dorst, le docteur Luc Hoffmann, et le président François Hüe, voyage qui les conduit ensuite au Congo, au Gabon, au Cameroun et au Tchad
En 1959 il se rend pour la première fois à Tokyo pour l’assemblée nationale des ornithologues japonais, sous la responsabilité du prince Yoshimaro Yamashina, père de l’ornithologie japonaise, et y retourne à plusieurs reprises. 
En 1962, il participe au congrès ornithologique d’Ithaca (USA). À la suite de ce congrès il entreprend un voyage d’études organisé par Sidney Dillon Ripley au Nord des États-Unis et au Canada.
De 1964 à 1969, ont lieu les expéditions au Liban, en Syrie, Israël, Turquie, Irak et Iran. L’expédition en Iran est entrée dans les annales du Museum car elle a mis au jour des territoires jamais explorés auparavant en histoire naturelle. Ses expéditions sont suivies de la publication d’ouvrages pour faire connaitre les oiseaux de ces régions. La majorité de ces ouvrages cités en référence sont illustrés par Paul Barruel, artiste qui a su conjuguer rigueur scientifique et talent artistique. Ce dernier abandonna sa carrière d’ingénieur pour se consacrer à la nature. Il était surnommé « Audubon des petits oiseaux » en référence au peintre franco-américain du XIXe siècle. 
L’artiste est choisi par WWF pour la création d’affiches sur les oiseaux menacés, inscrits sur la « Liste Rouge » de l’Union internationale pour la conservation de la nature.
En 1969, il participe au troisième congrès Pan African en Afrique du Sud suivi d’études dans les différents parcs naturels du pays .
En 1974, à l’occasion du congrès de Canberra, il effectue l’exploration ornithologique dans le parc des « Ayers Rock Uluru » en Australie.
En 1976, il représente le MNHN au Congrès Pan Africain d’ornithologie aux Seychelles, puis est chargé de mission à Madagascar, en Ethiopie et en Egypte.
Son amitié avec le Docteur Salim Ali, père de l’ornithologie indienne, l’incite à parcourir l’Inde pour identifier les oiseaux de ce pays.

## La fondation d’EURING
En 1963, Robert-Daniel Etchecopar fonde l'« EURING » (European Committee for Bird Ringing) avec les ornithologues de 18 pays et en est élu le premier président. Cet organisme est consacré à l’étude des migrations et à la coordination de l’ensemble des données des oiseaux bagués de toute l’Europe. La France (Paris MNHN) est choisie comme siège de cet organisme.
Cette coordination européenne toujours active aujourd’hui fait appel aux nouvelles technologies pour suivre avec précision les oiseaux bagués et dispose d’une base de données qui atteint actuellement les 10 millions d’enregistrements.
Il est également à l’origine de la création d’ « Afring » et d'« Asiaring » qui poursuivent les mêmes études sur ces continents.
Il est ensuite président de l'International Bird Ringing Committee (IBRC).

## Autres passions et engagements
Expert mondial en oologie, il réunit une collection de 32 000 œufs partiellement héritée de sa famille anglaise et complétée par les dons du monde entier. Elle est léguée à la Western Fundation of Vertebrate Zoology de Los Angeles.
En tant que membre du conseil d’administration de la Ligue pour la Protection des Oiseaux (LPO), de la Société Nationale de Protection de la Nature (SNPN) et du Fonds Français pour la Nature et l’Environnement (FFNE), il participe à l’élaboration de toutes les stratégies ayant pour but de protéger les richesses naturelles. 
Ainsi sont créés :
- en 1963, le parc national de la Vanoise, et celui de Port-Cros ;
- en 1967 le parc national des Pyrénées ;
- en 1970 le parc national des Cévennes ;
- en 1973 le parc National des Écrins ;
- en 1976 la fondation « Beauguillot ».

Pour faire connaître le CRMMO en France et pour inciter le grand public à renvoyer les bagues retrouvées, grâce au ministre des PTT en 1960, on procède, pour la première fois en France, à l’émission de quatre timbres illustrant des oiseaux migrateurs. Le tirage arrive à plus de 18 millions d’exemplaires.
Il partage la quête de connaissances et de protection de la nature avec ses confrères : Sálim Ali, Jacques Berlioz, John Berry (en), François Bourlière, Jean Delacour, Jean Dorst, Luc Hoffmann, Christian Erard (ornithologue), Philip Hollom, Thomas Howell, François Hüe, Théodore Monod, Roger T. Peterson, William H. Phelps Jr. (es), Sydney Dillon Ripley, Francis Roux, Peter Markham Scott, Robert Spencer, le Prince Yoshimaro Yamashina.
Son nom est attribué à une chouette de la savane arborée découverte par les professeurs Francis Roux et Christian Érard, professeurs au MNHN : Glaucidium castaneum etchecopari.
Ami du compositeur et ornithologue Olivier Messiaen, il fut son guide pour l’identification des oiseaux « virtuoses » et contribua à la création de l’Opéra Saint François d’Assise inspiré par les « Fioretti ».
Passionné par l’antiquité égyptienne, il fut consulté pour identifier les oiseaux représentés dans les hiéroglyphes.
Robert-Daniel Etchecopar fut aussi peintre et sculpteur.

## Distinctions
- Chevalier de la Légion d'Honneur 1981
- Officier de l’Instruction publique 1970
- Officier dans l’Ordre des Palmes académiques 1970
- Officier de l’Ordre national du Mérite 1979
- Lauréat du Prix Cuvier de l’Académie des Sciences en 1979, ainsi que de très nombreux prix scientifiques français et étrangers

## Œuvres

### L’œuvre scientifique
- Données écologiques sur l’avifaune dans la zone désertique arabo-saharienne, UNESCO 1957 (138 pages)
- Les Oiseaux du Nord de l’Afrique4, illustrés par Paul Barruel, Ed. Boubée, 1964 (606 pages)
- The Birds of North Africa, illustrated by Paul Barruel, Ed. Oliver and Boyd, 1967 (612 pages)
- Les Oiseaux du Proche et du Moyen-Orient4, illustrés par Paul Barruel, Ed. Boubée, 1970 (950 pages)
- Les Oiseaux de Chine, de Mongolie et de Corée, 2 volumes: 1er volume illustré par Paul Barruel et Francis Berille, les Ed.Boubée 1978 (586 pages) / 2e volume illustré par Patrick Suiro et Gilbert Armani, Société Nouvelle des du Pacifique , 1983 (704 pages )
- Contribution à l’Étude des Oiseaux d’Iran. Résultat de la Mission Etchecopar 1967, Mémoire de Museum, 1970 (146 pages). Ouvrage traduit en persan.
- 2 volumes reliés et illustrés de 1 200 pages d’articles écrits par Robert Daniel Etchecopar et parus dans les revues ornithologiques et cynégétiques françaises et internationales de 1942 à 1981

### Livre témoignage
- Carnets secrets d’un ornithologue, textes de R.-D. Etchecopar commentés et complétés par Frédéric Jiguet, aquarelles de Paul Barruel, éd. Larousse, 2013
- Les Français et la nature : pourquoi si peu d’amour ? Valérie Chansigaud, Actes Sud, 2017